# FORMAC
FORMAC est un acronyme de FORmula MAnipuation Compiler désignant  une extension du langage Fortran permettant de réaliser automatiquement quelques opérations de calcul symbolique (dont dérivation, et intégration, lorsque c'était possible) et de les traduire en code source, ce qui évitait de nombreuses fautes d'inattention lorsqu'on les effectuait à la main et qu'on les traduisait ensuite en formules FORTRAN de plusieurs lignes ou dizaines de lignes. Il était utilisé par des centres de recherche et des bureaux d'études dans les années 1970 sur des mainframes puissants pour l'époque, comme le 360/91.
Il a été développé par l'informaticienne Jean E. Sammet, pour la compagnie IBM
Plusieurs caractéristiques de FORMAC permettaient des calculs directs, la manipulation et l'utilisation des fonctions avancées de mathématiques (sous forme symbolique et non numérique), ce qui ne n'était pas dans la fonctionnalité de FORTRAN et ne s'y transposaient pas non plus facilement.
Outre tous les types numériques supportés par FORTRAN IV, il admettait les nombres rationnels (conservés sous forme de fractions), les symboles, les vecteurs, et même les expressions. Les programmes FORMAC acceptaient les sous-programmes et fonctions, et pouvaient utiliser les zones COMMON de FORTRAN, très commodes pour partager de grands tableaux de données. 
Il a existé quelque temps un FORMAC-PL/I.
On retrouve aujourd'hui des fonctionnalités similaires, en bien plus lisible (plus de contraintes liées aux jeux de 64 caractères seulement de beaucoup d'imprimantes de l'époque), dans Matlab, Mathematica, Scilab ainsi que sur le site de Wolfram Research. Le langage-cible est cependant devenu le C pour des raisons de portabilité comme de performances.